# Žarko Šešum
Žarko Šešum (cyr. Жарко Шешум; ur. 16 czerwca 1986 w Bačkiej Palance) – serbski piłkarz ręczny, reprezentant kraju. Gra na pozycji rozgrywającego. Obecnie występuje w Bundeslidze, od sezonu 2014/2015 występuje we Frisch Auf Göppingen
8 lutego 2009 r. w węgierskim Veszprém został trafiony nożem w okolicę nerek. Tego dnia został zamordowany Marian Cozma, rumuński piłkarz ręczny; zginął od ciosów nożem.

## Sukcesy
- Mistrzostwa Węgier:
  -  2008, 2009, 2010
- Puchar Węgier:
  -  2009, 2010
- Puchar Zdobywców Pucharów:
  -  2008